# Nikolaj Gorbačëv
Nikolaj Stepanovič Gorbačëv (in russo Николай Степанович Горбачёв?; Rahačoŭ, 15 maggio 1948 – 9 aprile 2019) è stato un canoista sovietico, dal 1991 bielorusso.

## Palmarès

### Olimpiadi
- 1 medaglia:
  - 1 oro (Monaco di Baviera 1972 nel K2 1000 m)

### Mondiali
- 3 medaglie:
  - 1 oro (Città del Messico 1974 nel K4 10000 m)
  - 2 bronzi (Belgrado 1971 nel K4 10000 m; Belgrado 1975 nel K4 10000 m)